# Редмънд
Редмънд (на английски: Redmond) е град в окръг Кинг, щата Вашингтон, САЩ. Редмънд е с население от 46 391 жители (2000) и обща площ от 42,9 km². Намира се на 13 m надморска височина. ZIP кодът му е 98000 – 98099, а телефонният му код е 425.